# Stanislav Konopásek
Stanislav Konopásek, češki hokejist, * 18. april 1923, Hořovice, Češka, † 6. marec 2008, Praga, Češka.
Konopásek je v češkoslovaški ligi igral za klube LTC Praha, Tatra Smíchov, Sparta Praga in Motorlet Praha. Za češkoslovaško reprezentanco je igral na enih olimpijskih igrah, kjer je bil dobitnik srebrne medalje, ter dveh Svetovnih prvenstvih (brez olimpijskih iger), kjer je bil dobitnik dveh zlatih medalj. Skupno je za reprezentanco dosegel 69 golov v 50-ih nastopih.
Marca 1950 je bil z reprezentanco že na letalu za Svetovno prvenstvo 1950 v Londonu, kjer bi branili zlato medaljo, ko jih je aretirala tajna služba. Očitali so jim, da naj bi se na olimpijskem turnirju 1948 v Švici dogovarjali o prebegu na zahod. Dvanajst dotedanjih reprezentantov je bilo obsojenih na zaporne kazni od šestih mesecev do petnajstih let, Konopásek na dvanajst let zapora. Po petih letih, ko je bil pogosto izpostavljen mučenju, je bil izpuščen in je nadaljeval kariero. 
Po končani karieri je deloval kot hokejski trener na Poljskem in Češkem.